# 피제이전자
피제이전자(PJ Electronics Co., Ltd.)는 대한민국의 초음파 진단기기 기업이다. 본사는 경기도 부천시 오정구 삼작로 22 부천테크노파크 101동 601호에 위치해 있으며 대표이사는 이응구이다.

## 상장
1993년 코스닥시장에 상장하였다.

## 참고 문헌
1. ↑  피제이전자, 한의사 초음파 건강보험 급여화 근거 마련 돌입 소식에 상승세, 이투데이, 2023-08-18
2. ↑  한의사도 초음파 진단 가능...피제이전자, 초음파 진단기기 新시장 열려, 뉴스핌, 2023년 9월 9일